# Секст Аттій Субуран Еміліан
Секст Аттій Субуран Еміліан (лат. Sextus Attius Suburanus Aemilianus; ? — після 104) — державний діяч Римської імперії, консул-суффект 101 року та ординарний консул 104 року.

## Життєпис
Про місце й дату народження немає відомостей. Походив зі стану вершників. Службу розпочав очільником інженерної служби, у 69—72 роках був префектом кінноти, у 72—73 роках — помічником Луція Вібія Криспа у Тарраконській Іспанії. У 79 році перейшов на службу до префекта аннони Луція Юлія Урса. Продовжував знаходитись на службі в останнього й під час управління Урсом у 83—84 роках Єгиптом. Згодом став послідовно прокуратором Коттіанських Альп, Юдеї, Белгіки.
У 98 році імператор Траян призначив його префектом преторія. На цій посаді перебував до 101 року. За цей період заміщав у Римі Траяна в разі відсутності того. У 101 році став сенатором і консулом-суффектом разом з Квінтом Артикулеєм Петом. У 104 році призначено ординарним консулом разом з Марком Азінієм Марцеллом. Наступного року призначено префектом Риму. Подальша доля невідома.